# Dolichopus hilaris
Dolichopus hilaris är en tvåvingeart som beskrevs av Friedrich Hermann Loew 1862. Dolichopus hilaris ingår i släktet Dolichopus och familjen styltflugor. Enligt den svenska rödlistan är arten otillräckligt studerad i Sverige. Arten förekommer i Götaland. Artens livsmiljö är stadsmiljö. Inga underarter finns listade i Catalogue of Life.